# Liste der Kulturdenkmale in Berlin-Blankenburg

Lage von Blankenburg in Berlin

In der Liste der Kulturdenkmale von Blankenburg sind die Kulturdenkmale des Berliner Ortsteils Blankenburg im Bezirk Pankow aufgeführt.

## Denkmalbereiche (Ensembles)
| Nr.      | Lage | Offizielle Bezeichnung | Bestandteile / Beschreibung | Bild                                |
| -------- | --- | --- | --- | ----------------------------------- |
| 09040412 | Alt-Blankenburg 1, 6–70 Gartenstraße 10/16, 20/22 Gernroder Straße 1–4, 6/14 Jungbornstraße 2 Krugstege 12 Priesterstege 2 (Lage) | Dorfanlage Alt-Blankenburg, Dorfanger mit Dorfkirche und Kirchhof, Gehöften und Wohnhäusern, Vorgärten mit Einfriedungen, Höfen und Nutzgärten Gesamtanlage siehe: Alt-Blankenburg 19 Baudenkmale siehe: Alt-Blankenburg 10/12, 13/15, 14, 17, 23, 27/29, 31/33, 32/34, 48, 70 Gartendenkmal siehe: Alt-Blankenburg 19 | Weitere Bestandteile des Ensembles: | Weitere Bestandteile des Ensembles: |
| 09040412 | Alt-Blankenburg 1, 6–70 Gartenstraße 10/16, 20/22 Gernroder Straße 1–4, 6/14 Jungbornstraße 2 Krugstege 12 Priesterstege 2 (Lage) | Dorfanlage Alt-Blankenburg, Dorfanger mit Dorfkirche und Kirchhof, Gehöften und Wohnhäusern, Vorgärten mit Einfriedungen, Höfen und Nutzgärten Gesamtanlage siehe: Alt-Blankenburg 19 Baudenkmale siehe: Alt-Blankenburg 10/12, 13/15, 14, 17, 23, 27/29, 31/33, 32/34, 48, 70 Gartendenkmal siehe: Alt-Blankenburg 19 | 09040447 - Alt-Blankenburg, Dorfanger |                                     |
| 09040412 | Alt-Blankenburg 1, 6–70 Gartenstraße 10/16, 20/22 Gernroder Straße 1–4, 6/14 Jungbornstraße 2 Krugstege 12 Priesterstege 2 (Lage) | Dorfanlage Alt-Blankenburg, Dorfanger mit Dorfkirche und Kirchhof, Gehöften und Wohnhäusern, Vorgärten mit Einfriedungen, Höfen und Nutzgärten Gesamtanlage siehe: Alt-Blankenburg 19 Baudenkmale siehe: Alt-Blankenburg 10/12, 13/15, 14, 17, 23, 27/29, 31/33, 32/34, 48, 70 Gartendenkmal siehe: Alt-Blankenburg 19 | 09040450 - Alt-Blankenburg 1, Fachwerkgebäude, um 1880 |                                     |
| 09040412 | Alt-Blankenburg 1, 6–70 Gartenstraße 10/16, 20/22 Gernroder Straße 1–4, 6/14 Jungbornstraße 2 Krugstege 12 Priesterstege 2 (Lage) | Dorfanlage Alt-Blankenburg, Dorfanger mit Dorfkirche und Kirchhof, Gehöften und Wohnhäusern, Vorgärten mit Einfriedungen, Höfen und Nutzgärten Gesamtanlage siehe: Alt-Blankenburg 19 Baudenkmale siehe: Alt-Blankenburg 10/12, 13/15, 14, 17, 23, 27/29, 31/33, 32/34, 48, 70 Gartendenkmal siehe: Alt-Blankenburg 19 | 09040423 - Alt-Blankenburg 6/8, Wohnhaus, 1899 von Rudolph Bach |                                     |
| 09040412 | Alt-Blankenburg 1, 6–70 Gartenstraße 10/16, 20/22 Gernroder Straße 1–4, 6/14 Jungbornstraße 2 Krugstege 12 Priesterstege 2 (Lage) | Dorfanlage Alt-Blankenburg, Dorfanger mit Dorfkirche und Kirchhof, Gehöften und Wohnhäusern, Vorgärten mit Einfriedungen, Höfen und Nutzgärten Gesamtanlage siehe: Alt-Blankenburg 19 Baudenkmale siehe: Alt-Blankenburg 10/12, 13/15, 14, 17, 23, 27/29, 31/33, 32/34, 48, 70 Gartendenkmal siehe: Alt-Blankenburg 19 | Scheune & Stall |                                     |
| 09040412 | Alt-Blankenburg 1, 6–70 Gartenstraße 10/16, 20/22 Gernroder Straße 1–4, 6/14 Jungbornstraße 2 Krugstege 12 Priesterstege 2 (Lage) | Dorfanlage Alt-Blankenburg, Dorfanger mit Dorfkirche und Kirchhof, Gehöften und Wohnhäusern, Vorgärten mit Einfriedungen, Höfen und Nutzgärten Gesamtanlage siehe: Alt-Blankenburg 19 Baudenkmale siehe: Alt-Blankenburg 10/12, 13/15, 14, 17, 23, 27/29, 31/33, 32/34, 48, 70 Gartendenkmal siehe: Alt-Blankenburg 19 | 09097815 - Alt-Blankenburg 7, Wohnhaus, um 1940 |                                     |
| 09040412 | Alt-Blankenburg 1, 6–70 Gartenstraße 10/16, 20/22 Gernroder Straße 1–4, 6/14 Jungbornstraße 2 Krugstege 12 Priesterstege 2 (Lage) | Dorfanlage Alt-Blankenburg, Dorfanger mit Dorfkirche und Kirchhof, Gehöften und Wohnhäusern, Vorgärten mit Einfriedungen, Höfen und Nutzgärten Gesamtanlage siehe: Alt-Blankenburg 19 Baudenkmale siehe: Alt-Blankenburg 10/12, 13/15, 14, 17, 23, 27/29, 31/33, 32/34, 48, 70 Gartendenkmal siehe: Alt-Blankenburg 19 | 09040424 - Alt-Blankenburg 9, Wohnhaus (Feuerwehrdepot und Ortssanitätsstelle), 1926–1927 von Bezirkshochbauamt Pankow                                             |                                     |
| 09040412 | Alt-Blankenburg 1, 6–70 Gartenstraße 10/16, 20/22 Gernroder Straße 1–4, 6/14 Jungbornstraße 2 Krugstege 12 Priesterstege 2 (Lage) | Dorfanlage Alt-Blankenburg, Dorfanger mit Dorfkirche und Kirchhof, Gehöften und Wohnhäusern, Vorgärten mit Einfriedungen, Höfen und Nutzgärten Gesamtanlage siehe: Alt-Blankenburg 19 Baudenkmale siehe: Alt-Blankenburg 10/12, 13/15, 14, 17, 23, 27/29, 31/33, 32/34, 48, 70 Gartendenkmal siehe: Alt-Blankenburg 19 | 09040425 - Alt-Blankenburg 11, Mietshaus mit Einfriedung, 1910 von Wilhelm Zinn                                                                                    |                                     |
| 09040412 | Alt-Blankenburg 1, 6–70 Gartenstraße 10/16, 20/22 Gernroder Straße 1–4, 6/14 Jungbornstraße 2 Krugstege 12 Priesterstege 2 (Lage) | Dorfanlage Alt-Blankenburg, Dorfanger mit Dorfkirche und Kirchhof, Gehöften und Wohnhäusern, Vorgärten mit Einfriedungen, Höfen und Nutzgärten Gesamtanlage siehe: Alt-Blankenburg 19 Baudenkmale siehe: Alt-Blankenburg 10/12, 13/15, 14, 17, 23, 27/29, 31/33, 32/34, 48, 70 Gartendenkmal siehe: Alt-Blankenburg 19 | östl. Wohnhaus und Einfriedung, 1934 |                                     |
| 09040412 | Alt-Blankenburg 1, 6–70 Gartenstraße 10/16, 20/22 Gernroder Straße 1–4, 6/14 Jungbornstraße 2 Krugstege 12 Priesterstege 2 (Lage) | Dorfanlage Alt-Blankenburg, Dorfanger mit Dorfkirche und Kirchhof, Gehöften und Wohnhäusern, Vorgärten mit Einfriedungen, Höfen und Nutzgärten Gesamtanlage siehe: Alt-Blankenburg 19 Baudenkmale siehe: Alt-Blankenburg 10/12, 13/15, 14, 17, 23, 27/29, 31/33, 32/34, 48, 70 Gartendenkmal siehe: Alt-Blankenburg 19 | 09040449 - Alt-Blankenburg 12, giebelständiges Wirtschaftsgebäude, um 1880, Umbau zum Wohnhaus 1912                                                                |                                     |
| 09040412 | Alt-Blankenburg 1, 6–70 Gartenstraße 10/16, 20/22 Gernroder Straße 1–4, 6/14 Jungbornstraße 2 Krugstege 12 Priesterstege 2 (Lage) | Dorfanlage Alt-Blankenburg, Dorfanger mit Dorfkirche und Kirchhof, Gehöften und Wohnhäusern, Vorgärten mit Einfriedungen, Höfen und Nutzgärten Gesamtanlage siehe: Alt-Blankenburg 19 Baudenkmale siehe: Alt-Blankenburg 10/12, 13/15, 14, 17, 23, 27/29, 31/33, 32/34, 48, 70 Gartendenkmal siehe: Alt-Blankenburg 19 | 09040422 - Alt-Blankenburg 12A, Landwarenhaus, 1959 von Stadtbezirksbauleitung Pankow                                                                              |                                     |
| 09040412 | Alt-Blankenburg 1, 6–70 Gartenstraße 10/16, 20/22 Gernroder Straße 1–4, 6/14 Jungbornstraße 2 Krugstege 12 Priesterstege 2 (Lage) | Dorfanlage Alt-Blankenburg, Dorfanger mit Dorfkirche und Kirchhof, Gehöften und Wohnhäusern, Vorgärten mit Einfriedungen, Höfen und Nutzgärten Gesamtanlage siehe: Alt-Blankenburg 19 Baudenkmale siehe: Alt-Blankenburg 10/12, 13/15, 14, 17, 23, 27/29, 31/33, 32/34, 48, 70 Gartendenkmal siehe: Alt-Blankenburg 19 | 09040536 - Alt-Blankenburg 13/15, östl. Stall und Remise, 1874 |                                     |
| 09040412 | Alt-Blankenburg 1, 6–70 Gartenstraße 10/16, 20/22 Gernroder Straße 1–4, 6/14 Jungbornstraße 2 Krugstege 12 Priesterstege 2 (Lage) | Dorfanlage Alt-Blankenburg, Dorfanger mit Dorfkirche und Kirchhof, Gehöften und Wohnhäusern, Vorgärten mit Einfriedungen, Höfen und Nutzgärten Gesamtanlage siehe: Alt-Blankenburg 19 Baudenkmale siehe: Alt-Blankenburg 10/12, 13/15, 14, 17, 23, 27/29, 31/33, 32/34, 48, 70 Gartendenkmal siehe: Alt-Blankenburg 19 | westl. Stallanbau, 1890 |                                     |
| 09040412 | Alt-Blankenburg 1, 6–70 Gartenstraße 10/16, 20/22 Gernroder Straße 1–4, 6/14 Jungbornstraße 2 Krugstege 12 Priesterstege 2 (Lage) | Dorfanlage Alt-Blankenburg, Dorfanger mit Dorfkirche und Kirchhof, Gehöften und Wohnhäusern, Vorgärten mit Einfriedungen, Höfen und Nutzgärten Gesamtanlage siehe: Alt-Blankenburg 19 Baudenkmale siehe: Alt-Blankenburg 10/12, 13/15, 14, 17, 23, 27/29, 31/33, 32/34, 48, 70 Gartendenkmal siehe: Alt-Blankenburg 19 | 09040426 - Alt-Blankenburg 16, Mietshaus mit Einfriedung, 1912 |                                     |
| 09040412 | Alt-Blankenburg 1, 6–70 Gartenstraße 10/16, 20/22 Gernroder Straße 1–4, 6/14 Jungbornstraße 2 Krugstege 12 Priesterstege 2 (Lage) | Dorfanlage Alt-Blankenburg, Dorfanger mit Dorfkirche und Kirchhof, Gehöften und Wohnhäusern, Vorgärten mit Einfriedungen, Höfen und Nutzgärten Gesamtanlage siehe: Alt-Blankenburg 19 Baudenkmale siehe: Alt-Blankenburg 10/12, 13/15, 14, 17, 23, 27/29, 31/33, 32/34, 48, 70 Gartendenkmal siehe: Alt-Blankenburg 19 | 09040427 - Alt-Blankenburg 20, Mietshaus, 1900 |                                     |
| 09040412 | Alt-Blankenburg 1, 6–70 Gartenstraße 10/16, 20/22 Gernroder Straße 1–4, 6/14 Jungbornstraße 2 Krugstege 12 Priesterstege 2 (Lage) | Dorfanlage Alt-Blankenburg, Dorfanger mit Dorfkirche und Kirchhof, Gehöften und Wohnhäusern, Vorgärten mit Einfriedungen, Höfen und Nutzgärten Gesamtanlage siehe: Alt-Blankenburg 19 Baudenkmale siehe: Alt-Blankenburg 10/12, 13/15, 14, 17, 23, 27/29, 31/33, 32/34, 48, 70 Gartendenkmal siehe: Alt-Blankenburg 19 | Wirtschaftsgebäude, um 1900 |                                     |
| 09040412 | Alt-Blankenburg 1, 6–70 Gartenstraße 10/16, 20/22 Gernroder Straße 1–4, 6/14 Jungbornstraße 2 Krugstege 12 Priesterstege 2 (Lage) | Dorfanlage Alt-Blankenburg, Dorfanger mit Dorfkirche und Kirchhof, Gehöften und Wohnhäusern, Vorgärten mit Einfriedungen, Höfen und Nutzgärten Gesamtanlage siehe: Alt-Blankenburg 19 Baudenkmale siehe: Alt-Blankenburg 10/12, 13/15, 14, 17, 23, 27/29, 31/33, 32/34, 48, 70 Gartendenkmal siehe: Alt-Blankenburg 19 | 09040428 - Alt-Blankenburg 21, Wohnhaus, um 1930/1950 |                                     |
| 09040412 | Alt-Blankenburg 1, 6–70 Gartenstraße 10/16, 20/22 Gernroder Straße 1–4, 6/14 Jungbornstraße 2 Krugstege 12 Priesterstege 2 (Lage) | Dorfanlage Alt-Blankenburg, Dorfanger mit Dorfkirche und Kirchhof, Gehöften und Wohnhäusern, Vorgärten mit Einfriedungen, Höfen und Nutzgärten Gesamtanlage siehe: Alt-Blankenburg 19 Baudenkmale siehe: Alt-Blankenburg 10/12, 13/15, 14, 17, 23, 27/29, 31/33, 32/34, 48, 70 Gartendenkmal siehe: Alt-Blankenburg 19 | 09040429 - Alt-Blankenburg 22/24, Dorfkrug, um 1890, Wohnhaus, 1901 von Rudolph Bach                                                                               |                                     |
| 09040412 | Alt-Blankenburg 1, 6–70 Gartenstraße 10/16, 20/22 Gernroder Straße 1–4, 6/14 Jungbornstraße 2 Krugstege 12 Priesterstege 2 (Lage) | Dorfanlage Alt-Blankenburg, Dorfanger mit Dorfkirche und Kirchhof, Gehöften und Wohnhäusern, Vorgärten mit Einfriedungen, Höfen und Nutzgärten Gesamtanlage siehe: Alt-Blankenburg 19 Baudenkmale siehe: Alt-Blankenburg 10/12, 13/15, 14, 17, 23, 27/29, 31/33, 32/34, 48, 70 Gartendenkmal siehe: Alt-Blankenburg 19 | Anbau und südl. Wirtschaftsgebäude, um 1890 |                                     |
| 09040412 | Alt-Blankenburg 1, 6–70 Gartenstraße 10/16, 20/22 Gernroder Straße 1–4, 6/14 Jungbornstraße 2 Krugstege 12 Priesterstege 2 (Lage) | Dorfanlage Alt-Blankenburg, Dorfanger mit Dorfkirche und Kirchhof, Gehöften und Wohnhäusern, Vorgärten mit Einfriedungen, Höfen und Nutzgärten Gesamtanlage siehe: Alt-Blankenburg 19 Baudenkmale siehe: Alt-Blankenburg 10/12, 13/15, 14, 17, 23, 27/29, 31/33, 32/34, 48, 70 Gartendenkmal siehe: Alt-Blankenburg 19 | 09040430 - Alt-Blankenburg 25/27, giebelständiger Stall, 1874, Umbauten u. a. 1905 von Rudoph Bach                                                                 |                                     |
| 09040412 | Alt-Blankenburg 1, 6–70 Gartenstraße 10/16, 20/22 Gernroder Straße 1–4, 6/14 Jungbornstraße 2 Krugstege 12 Priesterstege 2 (Lage) | Dorfanlage Alt-Blankenburg, Dorfanger mit Dorfkirche und Kirchhof, Gehöften und Wohnhäusern, Vorgärten mit Einfriedungen, Höfen und Nutzgärten Gesamtanlage siehe: Alt-Blankenburg 19 Baudenkmale siehe: Alt-Blankenburg 10/12, 13/15, 14, 17, 23, 27/29, 31/33, 32/34, 48, 70 Gartendenkmal siehe: Alt-Blankenburg 19 | nördl. Scheune, 1908 von Damerow |                                     |
| 09040412 | Alt-Blankenburg 1, 6–70 Gartenstraße 10/16, 20/22 Gernroder Straße 1–4, 6/14 Jungbornstraße 2 Krugstege 12 Priesterstege 2 (Lage) | Dorfanlage Alt-Blankenburg, Dorfanger mit Dorfkirche und Kirchhof, Gehöften und Wohnhäusern, Vorgärten mit Einfriedungen, Höfen und Nutzgärten Gesamtanlage siehe: Alt-Blankenburg 19 Baudenkmale siehe: Alt-Blankenburg 10/12, 13/15, 14, 17, 23, 27/29, 31/33, 32/34, 48, 70 Gartendenkmal siehe: Alt-Blankenburg 19 | 09040537 - Alt-Blankenburg 29, Scheune, Stall, um 1895 |                                     |
| 09040412 | Alt-Blankenburg 1, 6–70 Gartenstraße 10/16, 20/22 Gernroder Straße 1–4, 6/14 Jungbornstraße 2 Krugstege 12 Priesterstege 2 (Lage) | Dorfanlage Alt-Blankenburg, Dorfanger mit Dorfkirche und Kirchhof, Gehöften und Wohnhäusern, Vorgärten mit Einfriedungen, Höfen und Nutzgärten Gesamtanlage siehe: Alt-Blankenburg 19 Baudenkmale siehe: Alt-Blankenburg 10/12, 13/15, 14, 17, 23, 27/29, 31/33, 32/34, 48, 70 Gartendenkmal siehe: Alt-Blankenburg 19 | 09040431 - Alt-Blankenburg 30, Hofanlage: Wohnhaus mit Einfriedung, 1891–1892 von P. Liesegang                                                                     |                                     |
| 09040412 | Alt-Blankenburg 1, 6–70 Gartenstraße 10/16, 20/22 Gernroder Straße 1–4, 6/14 Jungbornstraße 2 Krugstege 12 Priesterstege 2 (Lage) | Dorfanlage Alt-Blankenburg, Dorfanger mit Dorfkirche und Kirchhof, Gehöften und Wohnhäusern, Vorgärten mit Einfriedungen, Höfen und Nutzgärten Gesamtanlage siehe: Alt-Blankenburg 19 Baudenkmale siehe: Alt-Blankenburg 10/12, 13/15, 14, 17, 23, 27/29, 31/33, 32/34, 48, 70 Gartendenkmal siehe: Alt-Blankenburg 19 | Scheune, östl. Stall und Hofpflasterung, 1891–1892 von P. Liesegang                                                                                                |                                     |
| 09040412 | Alt-Blankenburg 1, 6–70 Gartenstraße 10/16, 20/22 Gernroder Straße 1–4, 6/14 Jungbornstraße 2 Krugstege 12 Priesterstege 2 (Lage) | Dorfanlage Alt-Blankenburg, Dorfanger mit Dorfkirche und Kirchhof, Gehöften und Wohnhäusern, Vorgärten mit Einfriedungen, Höfen und Nutzgärten Gesamtanlage siehe: Alt-Blankenburg 19 Baudenkmale siehe: Alt-Blankenburg 10/12, 13/15, 14, 17, 23, 27/29, 31/33, 32/34, 48, 70 Gartendenkmal siehe: Alt-Blankenburg 19 | 09040432 - Alt-Blankenburg 35, Wohnhaus, 1891 |                                     |
| 09040412 | Alt-Blankenburg 1, 6–70 Gartenstraße 10/16, 20/22 Gernroder Straße 1–4, 6/14 Jungbornstraße 2 Krugstege 12 Priesterstege 2 (Lage) | Dorfanlage Alt-Blankenburg, Dorfanger mit Dorfkirche und Kirchhof, Gehöften und Wohnhäusern, Vorgärten mit Einfriedungen, Höfen und Nutzgärten Gesamtanlage siehe: Alt-Blankenburg 19 Baudenkmale siehe: Alt-Blankenburg 10/12, 13/15, 14, 17, 23, 27/29, 31/33, 32/34, 48, 70 Gartendenkmal siehe: Alt-Blankenburg 19 | nördl. Stall, 1914 |                                     |
| 09040412 | Alt-Blankenburg 1, 6–70 Gartenstraße 10/16, 20/22 Gernroder Straße 1–4, 6/14 Jungbornstraße 2 Krugstege 12 Priesterstege 2 (Lage) | Dorfanlage Alt-Blankenburg, Dorfanger mit Dorfkirche und Kirchhof, Gehöften und Wohnhäusern, Vorgärten mit Einfriedungen, Höfen und Nutzgärten Gesamtanlage siehe: Alt-Blankenburg 19 Baudenkmale siehe: Alt-Blankenburg 10/12, 13/15, 14, 17, 23, 27/29, 31/33, 32/34, 48, 70 Gartendenkmal siehe: Alt-Blankenburg 19 | 09040433 - Alt-Blankenburg 36, Schmiede, 1907 |                                     |
| 09040412 | Alt-Blankenburg 1, 6–70 Gartenstraße 10/16, 20/22 Gernroder Straße 1–4, 6/14 Jungbornstraße 2 Krugstege 12 Priesterstege 2 (Lage) | Dorfanlage Alt-Blankenburg, Dorfanger mit Dorfkirche und Kirchhof, Gehöften und Wohnhäusern, Vorgärten mit Einfriedungen, Höfen und Nutzgärten Gesamtanlage siehe: Alt-Blankenburg 19 Baudenkmale siehe: Alt-Blankenburg 10/12, 13/15, 14, 17, 23, 27/29, 31/33, 32/34, 48, 70 Gartendenkmal siehe: Alt-Blankenburg 19 | 09040434 - Alt-Blankenburg 37, Wohnhaus, 1935–1936 von Richard Schirmer                                                                                            |                                     |
| 09040412 | Alt-Blankenburg 1, 6–70 Gartenstraße 10/16, 20/22 Gernroder Straße 1–4, 6/14 Jungbornstraße 2 Krugstege 12 Priesterstege 2 (Lage) | Dorfanlage Alt-Blankenburg, Dorfanger mit Dorfkirche und Kirchhof, Gehöften und Wohnhäusern, Vorgärten mit Einfriedungen, Höfen und Nutzgärten Gesamtanlage siehe: Alt-Blankenburg 19 Baudenkmale siehe: Alt-Blankenburg 10/12, 13/15, 14, 17, 23, 27/29, 31/33, 32/34, 48, 70 Gartendenkmal siehe: Alt-Blankenburg 19 | 09040435 - Alt-Blankenburg 38, Mietshaus, um 1907 |                                     |
| 09040412 | Alt-Blankenburg 1, 6–70 Gartenstraße 10/16, 20/22 Gernroder Straße 1–4, 6/14 Jungbornstraße 2 Krugstege 12 Priesterstege 2 (Lage) | Dorfanlage Alt-Blankenburg, Dorfanger mit Dorfkirche und Kirchhof, Gehöften und Wohnhäusern, Vorgärten mit Einfriedungen, Höfen und Nutzgärten Gesamtanlage siehe: Alt-Blankenburg 19 Baudenkmale siehe: Alt-Blankenburg 10/12, 13/15, 14, 17, 23, 27/29, 31/33, 32/34, 48, 70 Gartendenkmal siehe: Alt-Blankenburg 19 | 09040436 - Alt-Blankenburg 42, Wohnhaus, um 1850 |                                     |
| 09040412 | Alt-Blankenburg 1, 6–70 Gartenstraße 10/16, 20/22 Gernroder Straße 1–4, 6/14 Jungbornstraße 2 Krugstege 12 Priesterstege 2 (Lage) | Dorfanlage Alt-Blankenburg, Dorfanger mit Dorfkirche und Kirchhof, Gehöften und Wohnhäusern, Vorgärten mit Einfriedungen, Höfen und Nutzgärten Gesamtanlage siehe: Alt-Blankenburg 19 Baudenkmale siehe: Alt-Blankenburg 10/12, 13/15, 14, 17, 23, 27/29, 31/33, 32/34, 48, 70 Gartendenkmal siehe: Alt-Blankenburg 19 | 09040437 - Alt-Blankenburg 43, Wohnhaus mit Post, 1936 von Richard Schirmer                                                                                        |                                     |
| 09040412 | Alt-Blankenburg 1, 6–70 Gartenstraße 10/16, 20/22 Gernroder Straße 1–4, 6/14 Jungbornstraße 2 Krugstege 12 Priesterstege 2 (Lage) | Dorfanlage Alt-Blankenburg, Dorfanger mit Dorfkirche und Kirchhof, Gehöften und Wohnhäusern, Vorgärten mit Einfriedungen, Höfen und Nutzgärten Gesamtanlage siehe: Alt-Blankenburg 19 Baudenkmale siehe: Alt-Blankenburg 10/12, 13/15, 14, 17, 23, 27/29, 31/33, 32/34, 48, 70 Gartendenkmal siehe: Alt-Blankenburg 19 | 09040438 - Alt-Blankenburg 45, Wohnhaus mit Läden, 1939 |                                     |
| 09040412 | Alt-Blankenburg 1, 6–70 Gartenstraße 10/16, 20/22 Gernroder Straße 1–4, 6/14 Jungbornstraße 2 Krugstege 12 Priesterstege 2 (Lage) | Dorfanlage Alt-Blankenburg, Dorfanger mit Dorfkirche und Kirchhof, Gehöften und Wohnhäusern, Vorgärten mit Einfriedungen, Höfen und Nutzgärten Gesamtanlage siehe: Alt-Blankenburg 19 Baudenkmale siehe: Alt-Blankenburg 10/12, 13/15, 14, 17, 23, 27/29, 31/33, 32/34, 48, 70 Gartendenkmal siehe: Alt-Blankenburg 19 | 09040439 - Alt-Blankenburg 47, westl. Stall, 1890 |                                     |
| 09040412 | Alt-Blankenburg 1, 6–70 Gartenstraße 10/16, 20/22 Gernroder Straße 1–4, 6/14 Jungbornstraße 2 Krugstege 12 Priesterstege 2 (Lage) | Dorfanlage Alt-Blankenburg, Dorfanger mit Dorfkirche und Kirchhof, Gehöften und Wohnhäusern, Vorgärten mit Einfriedungen, Höfen und Nutzgärten Gesamtanlage siehe: Alt-Blankenburg 19 Baudenkmale siehe: Alt-Blankenburg 10/12, 13/15, 14, 17, 23, 27/29, 31/33, 32/34, 48, 70 Gartendenkmal siehe: Alt-Blankenburg 19 | 09040441 - Alt-Blankenburg 54, Wohnhaus, 1921 von Friedrich Hakelberg                                                                                              |                                     |
| 09040412 | Alt-Blankenburg 1, 6–70 Gartenstraße 10/16, 20/22 Gernroder Straße 1–4, 6/14 Jungbornstraße 2 Krugstege 12 Priesterstege 2 (Lage) | Dorfanlage Alt-Blankenburg, Dorfanger mit Dorfkirche und Kirchhof, Gehöften und Wohnhäusern, Vorgärten mit Einfriedungen, Höfen und Nutzgärten Gesamtanlage siehe: Alt-Blankenburg 19 Baudenkmale siehe: Alt-Blankenburg 10/12, 13/15, 14, 17, 23, 27/29, 31/33, 32/34, 48, 70 Gartendenkmal siehe: Alt-Blankenburg 19 | 09040442 - Alt-Blankenburg 57, Wohnhaus mit Einfriedung, 1892 von P. Liesegang                                                                                     |                                     |
| 09040412 | Alt-Blankenburg 1, 6–70 Gartenstraße 10/16, 20/22 Gernroder Straße 1–4, 6/14 Jungbornstraße 2 Krugstege 12 Priesterstege 2 (Lage) | Dorfanlage Alt-Blankenburg, Dorfanger mit Dorfkirche und Kirchhof, Gehöften und Wohnhäusern, Vorgärten mit Einfriedungen, Höfen und Nutzgärten Gesamtanlage siehe: Alt-Blankenburg 19 Baudenkmale siehe: Alt-Blankenburg 10/12, 13/15, 14, 17, 23, 27/29, 31/33, 32/34, 48, 70 Gartendenkmal siehe: Alt-Blankenburg 19 | Wirtschaftsgebäude |                                     |
| 09040412 | Alt-Blankenburg 1, 6–70 Gartenstraße 10/16, 20/22 Gernroder Straße 1–4, 6/14 Jungbornstraße 2 Krugstege 12 Priesterstege 2 (Lage) | Dorfanlage Alt-Blankenburg, Dorfanger mit Dorfkirche und Kirchhof, Gehöften und Wohnhäusern, Vorgärten mit Einfriedungen, Höfen und Nutzgärten Gesamtanlage siehe: Alt-Blankenburg 19 Baudenkmale siehe: Alt-Blankenburg 10/12, 13/15, 14, 17, 23, 27/29, 31/33, 32/34, 48, 70 Gartendenkmal siehe: Alt-Blankenburg 19 | 09040443 - Alt-Blankenburg 60, Wohnhaus, 1928 von Joseph Strobel                                                                                                   |                                     |
| 09040412 | Alt-Blankenburg 1, 6–70 Gartenstraße 10/16, 20/22 Gernroder Straße 1–4, 6/14 Jungbornstraße 2 Krugstege 12 Priesterstege 2 (Lage) | Dorfanlage Alt-Blankenburg, Dorfanger mit Dorfkirche und Kirchhof, Gehöften und Wohnhäusern, Vorgärten mit Einfriedungen, Höfen und Nutzgärten Gesamtanlage siehe: Alt-Blankenburg 19 Baudenkmale siehe: Alt-Blankenburg 10/12, 13/15, 14, 17, 23, 27/29, 31/33, 32/34, 48, 70 Gartendenkmal siehe: Alt-Blankenburg 19 | 09040444 - Alt-Blankenburg 61, 61A, Wohnhaus, um 1895 |                                     |
| 09040412 | Alt-Blankenburg 1, 6–70 Gartenstraße 10/16, 20/22 Gernroder Straße 1–4, 6/14 Jungbornstraße 2 Krugstege 12 Priesterstege 2 (Lage) | Dorfanlage Alt-Blankenburg, Dorfanger mit Dorfkirche und Kirchhof, Gehöften und Wohnhäusern, Vorgärten mit Einfriedungen, Höfen und Nutzgärten Gesamtanlage siehe: Alt-Blankenburg 19 Baudenkmale siehe: Alt-Blankenburg 10/12, 13/15, 14, 17, 23, 27/29, 31/33, 32/34, 48, 70 Gartendenkmal siehe: Alt-Blankenburg 19 | Scheune & Stall |                                     |
| 09040412 | Alt-Blankenburg 1, 6–70 Gartenstraße 10/16, 20/22 Gernroder Straße 1–4, 6/14 Jungbornstraße 2 Krugstege 12 Priesterstege 2 (Lage) | Dorfanlage Alt-Blankenburg, Dorfanger mit Dorfkirche und Kirchhof, Gehöften und Wohnhäusern, Vorgärten mit Einfriedungen, Höfen und Nutzgärten Gesamtanlage siehe: Alt-Blankenburg 19 Baudenkmale siehe: Alt-Blankenburg 10/12, 13/15, 14, 17, 23, 27/29, 31/33, 32/34, 48, 70 Gartendenkmal siehe: Alt-Blankenburg 19 | 09040445 - Alt-Blankenburg 63/65, Wohnhaus, 1891 von P.Liesegang                                                                                                   |                                     |
| 09040412 | Alt-Blankenburg 1, 6–70 Gartenstraße 10/16, 20/22 Gernroder Straße 1–4, 6/14 Jungbornstraße 2 Krugstege 12 Priesterstege 2 (Lage) | Dorfanlage Alt-Blankenburg, Dorfanger mit Dorfkirche und Kirchhof, Gehöften und Wohnhäusern, Vorgärten mit Einfriedungen, Höfen und Nutzgärten Gesamtanlage siehe: Alt-Blankenburg 19 Baudenkmale siehe: Alt-Blankenburg 10/12, 13/15, 14, 17, 23, 27/29, 31/33, 32/34, 48, 70 Gartendenkmal siehe: Alt-Blankenburg 19 | Scheune, 1900, westl. Wohn- und Stallgebäude, 1912 |                                     |
| 09040412 | Alt-Blankenburg 1, 6–70 Gartenstraße 10/16, 20/22 Gernroder Straße 1–4, 6/14 Jungbornstraße 2 Krugstege 12 Priesterstege 2 (Lage) | Dorfanlage Alt-Blankenburg, Dorfanger mit Dorfkirche und Kirchhof, Gehöften und Wohnhäusern, Vorgärten mit Einfriedungen, Höfen und Nutzgärten Gesamtanlage siehe: Alt-Blankenburg 19 Baudenkmale siehe: Alt-Blankenburg 10/12, 13/15, 14, 17, 23, 27/29, 31/33, 32/34, 48, 70 Gartendenkmal siehe: Alt-Blankenburg 19 | 09040446 - Alt-Blankenburg 62/66, Hofanlage: Wohnhaus mit Einfriedung, 1894                                                                                        |                                     |
| 09040412 | Alt-Blankenburg 1, 6–70 Gartenstraße 10/16, 20/22 Gernroder Straße 1–4, 6/14 Jungbornstraße 2 Krugstege 12 Priesterstege 2 (Lage) | Dorfanlage Alt-Blankenburg, Dorfanger mit Dorfkirche und Kirchhof, Gehöften und Wohnhäusern, Vorgärten mit Einfriedungen, Höfen und Nutzgärten Gesamtanlage siehe: Alt-Blankenburg 19 Baudenkmale siehe: Alt-Blankenburg 10/12, 13/15, 14, 17, 23, 27/29, 31/33, 32/34, 48, 70 Gartendenkmal siehe: Alt-Blankenburg 19 | westl. Seitengebäude, um 1885 |                                     |
| 09040412 | Alt-Blankenburg 1, 6–70 Gartenstraße 10/16, 20/22 Gernroder Straße 1–4, 6/14 Jungbornstraße 2 Krugstege 12 Priesterstege 2 (Lage) | Dorfanlage Alt-Blankenburg, Dorfanger mit Dorfkirche und Kirchhof, Gehöften und Wohnhäusern, Vorgärten mit Einfriedungen, Höfen und Nutzgärten Gesamtanlage siehe: Alt-Blankenburg 19 Baudenkmale siehe: Alt-Blankenburg 10/12, 13/15, 14, 17, 23, 27/29, 31/33, 32/34, 48, 70 Gartendenkmal siehe: Alt-Blankenburg 19 | Wirtschaftsgebäude, 1900 |                                     |
| 09040412 | Alt-Blankenburg 1, 6–70 Gartenstraße 10/16, 20/22 Gernroder Straße 1–4, 6/14 Jungbornstraße 2 Krugstege 12 Priesterstege 2 (Lage) | Dorfanlage Alt-Blankenburg, Dorfanger mit Dorfkirche und Kirchhof, Gehöften und Wohnhäusern, Vorgärten mit Einfriedungen, Höfen und Nutzgärten Gesamtanlage siehe: Alt-Blankenburg 19 Baudenkmale siehe: Alt-Blankenburg 10/12, 13/15, 14, 17, 23, 27/29, 31/33, 32/34, 48, 70 Gartendenkmal siehe: Alt-Blankenburg 19 | ehem. Bauerngarten |                                     |
| 09040412 | Alt-Blankenburg 1, 6–70 Gartenstraße 10/16, 20/22 Gernroder Straße 1–4, 6/14 Jungbornstraße 2 Krugstege 12 Priesterstege 2 (Lage) | Dorfanlage Alt-Blankenburg, Dorfanger mit Dorfkirche und Kirchhof, Gehöften und Wohnhäusern, Vorgärten mit Einfriedungen, Höfen und Nutzgärten Gesamtanlage siehe: Alt-Blankenburg 19 Baudenkmale siehe: Alt-Blankenburg 10/12, 13/15, 14, 17, 23, 27/29, 31/33, 32/34, 48, 70 Gartendenkmal siehe: Alt-Blankenburg 19 | Nicht konstituierende Bestandteile des Ensembles: Alt-Blankenburg 26, 39, 41, 44, 49, 51, 52, 53, 55, 56, 58, 67/69, 68, Gernroder Straße 3, 6/14, Priesterstege 2 |                                     |

## Denkmalbereiche (Gesamtanlagen)
| Nr.      | Lage                      | Offizielle Bezeichnung                                            | Beschreibung                                    | Bild |
| -------- | ------------------------- | ----------------------------------------------------------------- | ----------------------------------------------- | ---- |
| 09040448 | Alt-Blankenburg 19 (Lage) | Dorfkirche Blankenburg Bestandteil des Ensembles: Alt-Blankenburg | Mitte 13. Jh., Turm 14. Jh., Chor 15. Jh.       |      |
| 09040448 | Alt-Blankenburg 19 (Lage) | Dorfkirche Blankenburg Bestandteil des Ensembles: Alt-Blankenburg | Einfriedung (siehe auch Gartendenkmal Kirchhof) |      |
| 09040454 | Krugstege 2 (Lage)        | ehem. Städt. Genesungsheim (heute: Wohnstätte "Janusz Korczak")   | Hauptgebäude, 1906–1908 von Ludwig Hoffmann     |      |
| 09040454 | Krugstege 2 (Lage)        | ehem. Städt. Genesungsheim (heute: Wohnstätte "Janusz Korczak")   | Heizhaus, 1906–1908 von Ludwig Hoffmann         |      |
| 09040454 | Krugstege 2 (Lage)        | ehem. Städt. Genesungsheim (heute: Wohnstätte "Janusz Korczak")   | Freifläche, 1906–1908 von Ludwig Hoffmann       |      |

## Baudenkmale
| Nr.      | Lage                         | Offizielle Bezeichnung                                            | Beschreibung                                                         | Bild |
| -------- | ---------------------------- | ----------------------------------------------------------------- | -------------------------------------------------------------------- | ---- |
| 09040451 | Alt-Blankenburg 10/12 (Lage) | Hofanlage Bestandteil des Ensembles: Alt-Blankenburg              | Wohnhaus, um 1830                                                    |      |
| 09040414 | Alt-Blankenburg 13/15 (Lage) | Hofanlage Bestandteil des Ensembles: Alt-Blankenburg              | Wohnhaus mit Einfriedung, 1885 von P. Liesegang                      |      |
| 09040413 | Alt-Blankenburg 14 (Lage)    | Hofanlage Bestandteil des Ensembles: Alt-Blankenburg              | Wohnhaus mit Einfriedung, 1882                                       |      |
| 09040413 | Alt-Blankenburg 14 (Lage)    | Hofanlage Bestandteil des Ensembles: Alt-Blankenburg              | Scheune, vor 1881                                                    |      |
| 09040415 | Alt-Blankenburg 17 (Lage)    | Küster- und Schulhaus Bestandteil des Ensembles: Alt-Blankenburg  | 1876 von W. Liesegang                                                |      |
| 09040416 | Alt-Blankenburg 23 (Lage)    | Wohnhaus Bestandteil des Ensembles: Alt-Blankenburg               | 1878                                                                 |      |
| 09040416 | Alt-Blankenburg 23 (Lage)    | Wohnhaus Bestandteil des Ensembles: Alt-Blankenburg               | östl. Wohn- und Stallgebäude, 1908                                   |      |
| 09040417 | Alt-Blankenburg 27/29 (Lage) | Wohnhaus mit Altenteil Bestandteil des Ensembles: Alt-Blankenburg | um 1886                                                              |      |
| 09040417 | Alt-Blankenburg 27/29 (Lage) | Wohnhaus mit Altenteil Bestandteil des Ensembles: Alt-Blankenburg | ehem. Bauerngarten                                                   |      |
| 09040418 | Alt-Blankenburg 31/33 (Lage) | Hofanlage Bestandteil des Ensembles: Alt-Blankenburg              | Wohnhaus mit Einfriedung, 1902 von Rudolph Bach                      |      |
| 09040418 | Alt-Blankenburg 31/33 (Lage) | Hofanlage Bestandteil des Ensembles: Alt-Blankenburg              | nördl. Scheune, 1899, Einfriedungsmauer & Hofpflasterung             |      |
| 09040418 | Alt-Blankenburg 31/33 (Lage) | Hofanlage Bestandteil des Ensembles: Alt-Blankenburg              | östl. Scheune und Gesindehaus, vor 1892                              |      |
| 09040418 | Alt-Blankenburg 31/33 (Lage) | Hofanlage Bestandteil des Ensembles: Alt-Blankenburg              | ehem. Bauerngarten                                                   |      |
| 09040419 | Alt-Blankenburg 32/34 (Lage) | Hofanlage Bestandteil des Ensembles: Alt-Blankenburg              | Wohnhaus, 1901 von A. Bathauer, seitl. Verlängerungen, 1910 und 1934 |      |
| 09040419 | Alt-Blankenburg 32/34 (Lage) | Hofanlage Bestandteil des Ensembles: Alt-Blankenburg              | südl. Scheune, westl. Wohn- und Stallgebäude, 1902                   |      |
| 09040419 | Alt-Blankenburg 32/34 (Lage) | Hofanlage Bestandteil des Ensembles: Alt-Blankenburg              | ehem. Bauerngarten und Hofpflasterung                                |      |
| 09040420 | Alt-Blankenburg 48 (Lage)    | Hofanlage Bestandteil des Ensembles: Alt-Blankenburg              | Wohnhaus mit Einfriedung, 1895 von Rudolph Bach                      |      |
| 09040420 | Alt-Blankenburg 48 (Lage)    | Hofanlage Bestandteil des Ensembles: Alt-Blankenburg              | südl. Scheune 1878, 1945, Ställe, 1896, Aborthäuschen, 1914          |      |
| 09040420 | Alt-Blankenburg 48 (Lage)    | Hofanlage Bestandteil des Ensembles: Alt-Blankenburg              | ehem. Bauerngarten                                                   |      |
| 09040421 | Alt-Blankenburg 70 (Lage)    | Hofanlage Bestandteil des Ensembles: Alt-Blankenburg              | Wohnhaus mit Einfriedung, um 1850, 1892                              |      |
| 09040421 | Alt-Blankenburg 70 (Lage)    | Hofanlage Bestandteil des Ensembles: Alt-Blankenburg              | Ställe und Remisen, 1895 und Hofpflasterung                          |      |
| 09040421 | Alt-Blankenburg 70 (Lage)    | Hofanlage Bestandteil des Ensembles: Alt-Blankenburg              | südl. Wirtschaftsgebäude, 1904                                       |      |
| 09040452 | Bahnhofstraße (Lage)         | S-Bahnhof Blankenburg                                             | Empfangsgebäude, 1909–1913 von Ernst Schwartz und Karl Cornelius     |      |
| 09040452 | Bahnhofstraße (Lage)         | S-Bahnhof Blankenburg                                             | Verbindungsgang und Treppenaufgang                                   |      |
| 09040452 | Bahnhofstraße (Lage)         | S-Bahnhof Blankenburg                                             | Bahnsteig                                                            |      |

## Gartendenkmale
| Nr.      | Lage                      | Offizielle Bezeichnung                                              | Beschreibung                                                | Bild |
| -------- | ------------------------- | ------------------------------------------------------------------- | ----------------------------------------------------------- | ---- |
| 09046039 | Alt-Blankenburg 19 (Lage) | Kirchhof mit Einfriedung Bestandteil des Ensembles: Alt-Blankenburg | angelegt Mitte 13. Jh. (siehe auch Gesamtanlage Dorfkirche) |      |

## Ehemalige Denkmale
| Nr.      | Lage                 | Offizielle Bezeichnung | Beschreibung                                                                          | Bild |
| -------- | -------------------- | ---------------------- | ------------------------------------------------------------------------------------- | ---- |
| 09040453 | Bahnhofstraße (Lage) | Bahnwärterhaus         | Bahnwärterhaus und Stallgebäude, 1897, 2014 aus Denkmalliste gelöscht und abgerissen. |      |